# Sotirios Athanasopoulos
Sotirios Athanasopoulos (in greco Σπυρίδων Αθανασόπουλος?; fl. XIX secolo) è stato un ginnasta greco.
Partecipò alle gare di ginnastica delle prime Olimpiadi moderne che si svolsero ad Atene nel 1896.
Vinse la medaglia d'argento nelle parallele a squadre, con la Panellinios GS Atene, della quale era team leader.